# Station Avranches
Station Avranches is het spoorwegstation van de Franse gemeente Avranches. Er rijden de treinen van de Nomad Train en het ligt op de spoorlijn van Rennes naar Caen, maar er is via Avranches ook een directe verbinding tussen beide steden.
- Nomad Train. Nouveau plan de réseau Nomad.